# 趙欣
趙欣（1992年12月31日—），中國女子速度滑冰運動員。

## 生平
赵欣於1999年在體育學校接觸到這項運動。2009年，首次在國際比賽亮相。2011年，她在世界年青錦標賽的女子團體追逐賽取得第5名。2013年，她贏得全國錦標賽女子全能的金牌。翌年在日本舉行的亞洲單距離錦標賽中，她贏得1500米的冠軍和3000米的季軍。隨後，她取得參與冬季奧運會的資格。在女子1500米的賽事中，她最終以第23名完成比賽。

## 資料來源
1. ↑  .   [2014-02-22]. （原始内容存档于2014-03-19）.
2. ↑  趙欣獲得全國速度滑冰冠軍賽女子全能冠軍 （页面存档备份，存于） 2013 12 20
3. ↑  速度滑冰——女子1500米赛况：中国选手赵欣排名第23 的存檔，存档日期2014-03-01.